# Космос-557

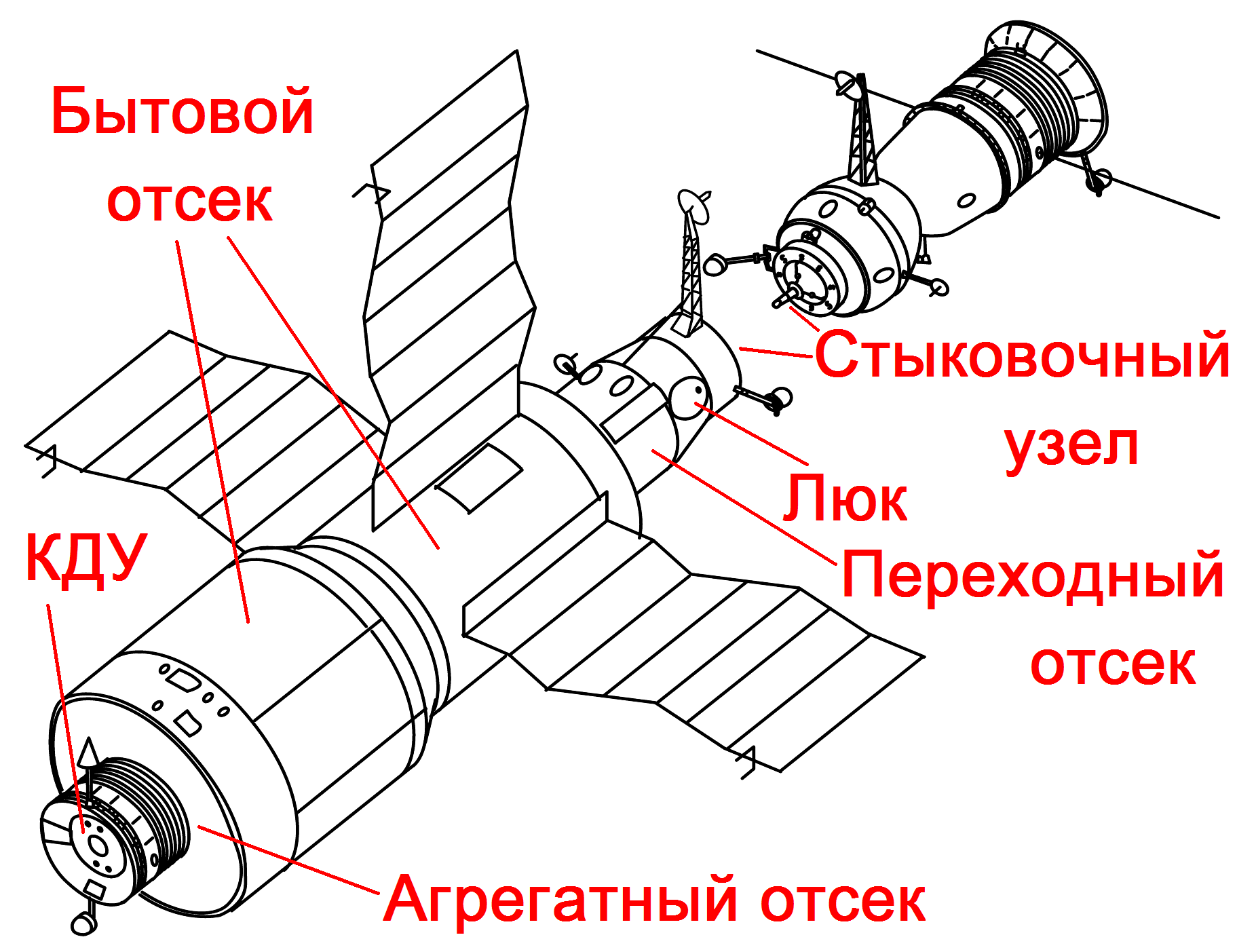
Орбитальная станция «Салют-4» с космическим кораблём «Союз»

«Ко́смос-557» — орбитальная космическая станция, по программе гражданских пилотируемых станций «Долговременная орбитальная станция» (ДОС) массой 19,4 т. Была выведена на орбиту ракетой-носителем «Протон-К» 11 мая 1973 года.
Перигей орбиты при выведении составлял 206 км, апогей — 225 км, наклонение — 51,6°.

## История
После выведения на орбиту на станции была включена система инерционной ориентации. Отказ датчика привёл к тому, что космический аппарат вошёл в режим автоколебаний, ракетные двигатели системы ориентации работали непрерывно, разворачивая станцию из одного крайнего положения в другое. Затем станция ушла из зоны радиовидимости. На следующем витке, когда радиосвязь восстановилась, оказалось, что всё топливо (перекись водорода) для двигателей системы ориентации было выработано. Солнечные батареи неориентированного космического аппарата вырабатывали недостаточно электроэнергии, и через некоторое время аккумуляторы разрядились. Стыковка с ней для эксплуатации в пилотируемом режиме стала невозможной. 22 мая 1973 года, проработав около 11 дней, неуправляемая станция вошла в плотные слои атмосферы над Боливией и прекратила существование.
Из соображений секретности станция не получила открытого названия «Салют-3», в советских средствах массовой информации было объявлено, что «в СССР произведён запуск искусственного спутника Земли серии „Космос“ под номером 557». В США имела обозначение «Салют-3А».

## Устройство станции
«Космос-557» представлял собой модифицированную станцию «Салют-1». Вместо четырёх солнечных батарей («крыльев»), установленных попарно на переходном и агрегатном отсеке, были установлены три поворотные на цилиндрической части малого диаметра рабочего отсека. Площадь солнечных батарей была увеличена с 28 м2 (на «Салюте-1») до 60 м2.
После гибели экипажа «Союза-11» (Добровольский, Волков, Пацаев) космические корабли серии «Союз» стали двухместными, соответственно станция была рассчитана на пребывание двух космонавтов. Также были другие изменения.
Орбитальная станция «Салют-4», запущенная 26 декабря 1974 года, имела конструкцию и устройство, аналогичное несостоявшейся орбитальной станции «Космос-557».